# نديم صباغ
نديم صباغ (مواليد 4 أغسطس 1985 في اللاذقية، سوريا) لاعب كرة قدم سوري يجيد اللعب في مركز الدفاع مع منتخب سوريا الوطني وأربيل في الدوري العراقي الممتاز.

## روابط خارجية
- نديم صباغ على موقع قاعدة بيانات كرة القدم.إي يو (الإنجليزية)
- نديم صباغ على موقع ناشيونال فوتبول تيمز (الإنجليزية)
- نديم صباغ على موقع Soccerway.com (الإنجليزية)
- نديم صباغ على موقع كووورة
- اللاعب نديم صباغ على موقع كووورة.